# Rosopaella galonda
Rosopaella galonda är en insektsart som beskrevs av Webb 1983. Rosopaella galonda ingår i släktet Rosopaella och familjen dvärgstritar. Inga underarter finns listade i Catalogue of Life.